# 1959년 일본 자유민주당 총재 선거
1959년 자유민주당 총재 선거(일본어: 1959年自由民主党総裁選挙)는 1959년 1월 14일에 실시된 자유민주당 총재를 선출하기 위한 선거다.
1957년에 총재로 선출된 기시 노부스케의 임기가 만료되면서 치러졌다. 기시에게 비판적이던 마쓰무라 겐조가 대항마로 나섰다.

## 후보자
입후보제가 아니었기에 선거 활동을 한 의원들을 모두 표시했다.
| 기시 노부스케                                                              | 마쓰무라 겐조                                                                       |
|                                                                            |                                                                                     |
| 중의원 의원(4선, 야마구치현 제2구) 내각총리대신(1957-현직) 총재(1957-현직) | 중의원 의원(10선, 도야마현 제2구) 문부대신(1955) 일본민주당 정무조사회장(1954-1955) |
| 십일회                                                                     | 정책연구회                                                                          |
| 야마구치현                                                                 | 도야마현                                                                            |

## 결과
자민당 총재 선거에서 입후보제가 도입된 건 1970년대의 일로 이 당시엔 입후보 표명 여부와 무관하게 자민당 소속 의원에 대한 표는 모두 유효표로 산정되었다.
| 후보자          | 득표수 | 득표율 |
| --------------- | ------ | ------ |
| 기시 노부스케   | 320표  | 65.17% |
| 마쓰무라 겐조   | 166표  | 33.81% |
| 오노 반보쿠     | 1표    | 0.2%   |
| 요시다 시게루   | 1표    | 0.2%   |
| 이시이 미쓰지로 | 1표    | 0.2%   |
| 마스타니 슈지   | 1표    | 0.2%   |
| 사토 에이사쿠   | 1표    | 0.2%   |
| 합계            | 491표  | 100%   |
| 유효 투표수     | 491표  |        |
| 무효표·백표     |        |        |
| 유권자 수       |        | 100%   |